# Internet Encyclopedia of Philosophy
La Internet Encyclopedia of Philosophy (IEP) es una enciclopedia en línea gratuita sobre filosofía, fundada por James Fieser en 1995. 
El IEP combina la publicación en acceso abierto con la publicación revisada por pares de artículos originales. Las contribuciones se realizan generalmente por invitación, y los colaboradores son reconocidos y destacados especialistas internacionales en su campo.

## Historia
La IEP fue fundada por el filósofo James Fieser en 1995, y opera a través de una organización sin ánimo de lucro con el objetivo de proporcionar información accesible y académica sobre filosofía. Los actuales editores generales (desde 1999) son los filósofos James Fieser, profesor de filosofía en la Universidad de Tennessee en Martin, y Bradley Dowden, profesor de filosofía en la Universidad Estatal de California, Sacramento. Cuenta con una plantilla de treinta miembros de la facultad como editores de áreas temáticas, además de numerosos voluntarios.
El sitio web se rediseñó por completo en 2009, pasando al sistema de gestión de contenidos de código abierto WordPress.

## Enfoque
El IEP está dirigido a estudiantes y profesores de filosofía que no son especialistas en la materia, por lo que los artículos están escritos en un estilo accesible. Los artículos constan de un breve resumen, seguido del cuerpo del artículo y una bibliografía comentada. Los artículos se pueden buscar mediante un índice alfabético o a través de un mecanismo de búsqueda de Google.

## Normas académicas
De acuerdo con la IEP, la calidad de sus artículos está «al mismo nivel que el de las mejores enciclopedias de varios volúmenes de filosofía que aparecen en la prensa». Esto se logra principalmente mediante la contratación de colaboradores altamente calificados y el uso de un proceso de revisión por pares, que es «riguroso y cumple con un alto nivel académico». La enciclopedia usa un procedimiento tradicional, cerrado para encargar y arbitrar sus artículos permanentes (comparable a la de la Enciclopedia de filosofía de Stanford), pero a veces utiliza contenidos de recursos de dominio público para crear artículos paliativos temporales hasta que se completen los artículos permanentes.